# Blabkbolbus fucinus
Blabkbolbus fucinus är en skalbaggsart som beskrevs av Henry Fuller Howden 1985. Blabkbolbus fucinus ingår i släktet Blabkbolbus och familjen Bolboceratidae. Inga underarter finns listade.